# Michna von Vacínov

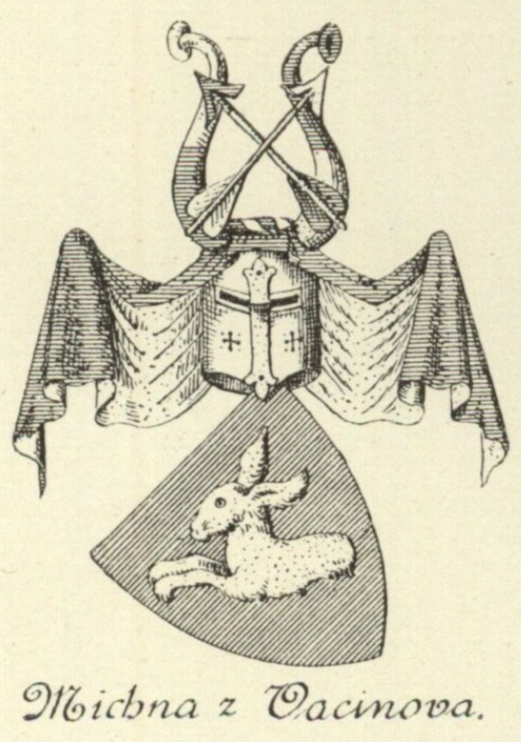
Stammwappen

Michna von Vacínov, auch Michna von Waczynowa, von Waczinow, von Waizenhof(f)en, von Waitzenhof(f)en und von Waitzenau waren ein Adelsgeschlecht in Böhmen, bäuerlich-bürgerlicher Herkunft, welches im Mannesstamm mit Graf Friedrich Johann Michna von Waitzenau (* 1804; † 23. Dezember 1877 in Prag) erloschen ist.

## Herkunft
Die Michna stammen aus Budyně nad Ohří und stiegen innerhalb von nicht ganz 30 Jahren aus der Erbuntertänigkeit in den Herrenstand des Königreichs Böhmen auf. Martin genannt Michna, Hasenburg´scher Amtmann der Grundherrschaft Budin an der Eger, wurde von Kaiser Rudolf II. am 14. August 1598 in Prag, der böhmische Adel im Wladykenstand mit dem Adelsprädikat „von Waczynow“ und ein Wappenbrief verliehen.
Waczynow (heute Vacinov) war vermutlich ein ehemaliger Gutshof im Mündungsgebiet der Eger in die Elbe im Leitmeritzer Kreis. Bei der Übernahme in die deutsche Sprache kam es zu verschiedenen Schreibformen. Seine drei Söhne begründen mit Paul Michna von Waitzenhofen das ältere gräfliche Haus, mit Sebastian Michna von Waczynow (Weitzenau) das jüngere gräfliche Haus und mit Georg Wilhelm Michna von Waiczenhoff das freiherrliche Haus.
Die Michna erhielten nach der Schlacht am Weißen Berg bei Prag durch die Habsburger die Bestätigung des alten böhmischen Herrenstandes, datiert Wien 1620 für Paul Michna von Waiczenhoff, Freiherr auf Konopischt (Konopiste) und Tloskow und dessen Bruder Georg Wilhelm Michna von Waiczenhoff, Freiherr von Chiesch (Chyse).
Sie beteiligten sich erfolgreich an einem Konsortium von Kreditgebern an die kaiserliche Verwaltung und erhielten als Pfand und später zu Eigentum Liegenschaften enteigneter evangelisch-lutherischer Standesherren. Dadurch kamen drei Generationen zu beachtlichem Reichtum und residierten in Prag. Die drei Brüder Martin Michael, Johann Wenzel und Wenzel Ferdinand Freiherrn von Weitzenau erhielten 1637 das Inkolat in Böhmen, wurden 1638 Reichsritter und 1663 böhmische alte Ritter. Am 14. Januar 1711 wurden sie in den böhmischen Grafenstand erhoben.

## Persönlichkeiten
- Paul Graf Michna von Waizenhofen (Vacínov) (* um 1572; † 1632 bei Nürnberg in Franken), Freiherr auf Konopischt und Tloskow, auf Wlassim (Vlasim), Marssowicz (Marschowitz bei Beneschau), Theusing (Touzim) bei Karlsbad, Nehasitz (Nehasice) bei Saaz und anderen Besitzungen in Böhmen war Absolvent des Kollegs des Ordens der Jesuiten in Ingolstadt in Bayern. Er wurde kaiserlicher Hofsekretär der Statthalterei im Königreich Böhmen, General-Kriegskommissar im Dreißigjährigen Krieg und Beisitzer der Reformations- und Rektifikationkommissionen für den Verkauf der enteigneten Liegenschaften der evangelisch-lutherischen Standesherren während der Rekatholisierung in Böhmen nach 1620 und war zuletzt Statthalter und Geheimer Rat. Mit der Gattin Anna von Kobersdorf hatte er die Tochter Anna Polyxena († 1649), verehelicht mit Heinrich Freiherr Slavata von Chlum und Koschumberg († 1654) und den Sohn Wenzel († Prag 1657 ?), verehelicht mit Angelina Freiin von Zierotin, Tochter des Przemysl des Älteren Freiherr von Zierotin auf Wiesenberg und seiner Ehefrau der Anna Gräfin Schlik zu Passaun und Weißkirchen. Paul Michna gab Kaiser Ferdinand II. von Habsburg ein Darlehen von 100.000 Gulden. Er erhielt dafür nach 1620 von der kaiserlichen Vermögensverwaltung konfiszierte Güter evangelisch-lutherischer Standesherren zunächst als Pfand und dann durch Besitzübertragung zur Löschung des Darlehens als Eigentum. Paul Michna hatte zusammen mit Albrecht von Wallenstein, Hans de Witte, Karl von Liechtenstein und Jacob Bassevi am 1. Februar 1622 für ein Jahr von der kaiserlichen Finanzverwaltung das Münzregal für Niederösterreich, Böhmen und Mähren gepachtet. Dieses Münzkonsortium in der sogenannten Kipper- und Wipperzeit verringerte planmäßig den Silbergehalt der Münzen, dem Zahlungsmittel der damaligen Zeit, und verschlechterte damit deren Zahlungswerte zu ihren und dem Vorteil des Kaisers, dessen Kreditbedarf zur Bewältigung des Dreißigjährigen Krieges laufend stieg. Die Bevölkerung und die Söldner der einzelnen Heeresgruppen wurden gezwungen, die verschlechterten Münzen zu akzeptieren, da die Bezahlung mit ausländischen Münzen unter Strafe verboten wurde. Dies führte zu einer bis damals nicht gekannten Inflation der Geldwährung, die Hungersnöte, Plünderungen und all die unvergessenen Grausamkeiten des Dreißigjährigen Krieges auslöste. Kaiser Ferdinand II. von Habsburg konnte seine Herrschaft sichern und erhielt von dem Konsortium, als das Pachtjahr 1623 ablief 6 Millionen Gulden. Auch Paul Michna von Waizenhofen stand auf der finanziellen Siegerseite. Auf der Kleinseite in Prag kaufte er ein etwa 1590 erbautes kleines Sommerschloss der Grafen Kinsky und begann mit der Erweiterung und dem Umbau des Anwesens zu einem der schönsten Barockschlösser in Prag, dem heutigen Michna-Palais (Palác Michnů z Vacínova).

- Georg Wilhelm Michna von Waiczenhoff, Freiherr von Chisch auf Chiech (Chyze) (* um 1574; † 1640), Regent der kaiserlichen Grundherrschaften in Böhmen, verehelicht mit der verwitweten Ursula von Oppersdorff († 1649), die in erster Ehe mit dem kgl. böhmischen Oberstlandrichter und Landvogt der Oberlausitz Joachim Andreas von Schlik zu Passaun und Weißkirchen, hingerichtet am 21. Juni 1621 in Prag, verehelicht war.

Sein Sohn Siegmund Norbert Michna von Waiczenhoff († 1668), auf Tloskow, Theusing und Konopischt, ehelichte Maria Elisabeth Lazansky von Bukowa und Bodenbach († 1687). Zusammen mit seinem Vetter Wenzel, († 1657 ?), Sohn des Paul Michna von Waizenhofen (* um 1572; † 1632) beendeten er den Bau des Michna-Palastes auf der Kleinseite in Prag.
Der Enkel Karl Georg Wenzel Michna von Waiczenhoff, († Prag 1710), königlich böhmischer Kammergerichtsbeisitzer war verheiratet mit Anna Ludmilla von Kolowrat-Krakowsky, welche als Witwe mit einem Ritter von Raczin eine zweite Ehe einging.
- Emmanuel Peter Graf Michna von Waizenau (* 18. Dezember 1772 in Stienowitz (Stenovice) bei Pilsen in Böhmen, † 1827 in Prag), k. k. Rittmeister, ein Sohn des Karl Josef Michna von Waizenau (1727–1789), auf Wobiedowicz und seiner Ehefrau der zweiten Ehe Johanna Gräfin Bubna und Liticz, war 1820 Professor für ökonomische Wissenschaften an der Karls-Universität Prag und erster Sekretär der Patriotisch-Ökonomischen Gesellschaft, 1801 verehelicht mit Maria Theresia Wiedersperger von Wiedersperg (1771–1848).

## Gebäude, mit dem Geschlecht verbunden
- Villa Amerika (Michnův letohrádek) in der Prager Neustadt, heute Dvořák-Museum
- Michna-Palais (Palác Michnů z Vacínova) auf der Prager Kleinseite, heute Tyršův dům, ehemals ein kleines Sommerschloss der Grafen Kinsky, erbaut im Stil der Renaissance, 1640–1650 erweitert und umgebaut im Stil des Barock von dem damaligen Eigentümer Graf Wenzel Michna. Die Gartenfront gestaltet Francesco Caratti, die Stuckaturen sind von Domenico Galli.
- Granovsky-Palais (Palác Granovských z Granova) in Prag, ein ehemaliges Zollgebäude in der Handelsstation Teynhof, dem sog. Ungelt in der Prager Altstadt, welches Kaiser Ferdinand I. von Habsburg nach der Aufhebung der Zollpflicht dem Zolleinnehmer Jakub Granovsky von Granov schenkte, welcher es im Stil der Renaissance mit einem Eingangstor zum Ungelt zu einem Palais umbauen ließ; nach 1620 wechselnde Eigentümer und Nutzung.
- Malostranské mlýny in Prag
- Mühldorfský dům in Prag
- Dům „V Templu“ in Prag
- Schloss Janov

## Wappen

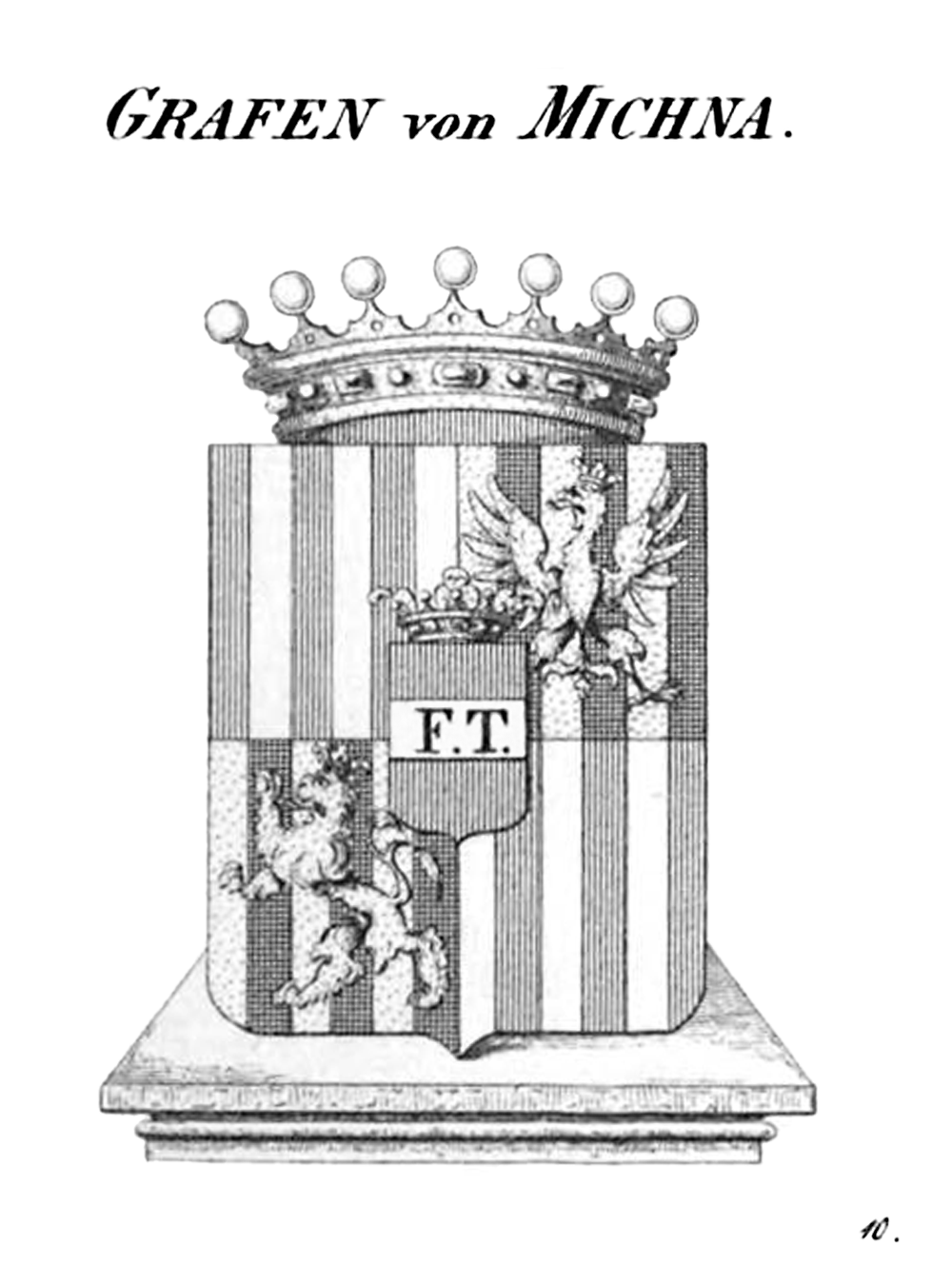
Grafenwappen

Stammwappen: in Blau ein halber goldener Hase. (später ein anderes Wappen)
Grafenwappen: Quadrierter Schild mit Herzschild. Auf diesem eine goldene Krone: rotes Feld mit silbernem Querbalken, mit der Chiffre F. II. belegt (im Grafen-Diplom fehlt das).
Hauptschild: Feld 1 Rot und Silber sechsmal der Länge nach geteilt; 2 von Gold und Schwarz sechsmal der Länge nach geteilt und von einem einwärts sehenden gekrönten schwarzen Adler belegt; 3 von Schwarz und Gold der Länge nach sechsmal geteilt und mit einem rechtsgekehrten goldenen gekrönten Löwen mit Doppelschweif belegt; 4: in Silber und Roh sechsmal längsgeteilt.
Helmzier: Grafenkrone auf dem Schild mit zwei gekrönten Turnierhelme. Am recht Helm ein einwärtssehender, das Rad schlagender Pfau, welcher im Schnabel einen goldenen Ring hält. Links der goldene einwärtsgekehrte Löwe.
Helmdecken: rechts schwarz-Gold, links rot-Silber.